# Planina pri Raki
Planina pri Raki – wieś w Słowenii, w gminie Krško. W 2018 roku liczyła 67 mieszkańców.